# Druckkostenverlag
Der Begriff Druckkostenverlag bezieht sich in der Regel auf einen Zuschussverlag, der für die Erstellung einer Buchveröffentlichung von Dritten oder den Autoren selbst einen so genannten Druckkostenzuschuss im Sinne einer anteiligen Übernahme der Kosten für den Druck bzw. die Herstellung und ggf. auch für Vertrieb und Lagerhaltung erhebt. Auch die Bezeichnung Druckkostenzuschussverlag wird dafür verwendet.

## Mögliche Zuordnungen und Abgrenzungen
Der Druckkostenverlag unterscheidet sich laut Eduard Schönstedt von anderen Geschäftsmodellen eines Zuschussverlags, die entweder als Herstellkostenverlag eine Übernahme sämtlicher, auch über die für den Druck hinausgehenden Kosten oder als Selbstkostenverlag eine Übernahme sämtlicher Kosten für die Erstellung inklusive einer zuvor einkalkulierten Gewinnspanne für den Hersteller erheben. Als seriös schätzt er ein, wenn heute wie in der Vergangenheit wissenschaftliche Literatur wie Dissertationen, Habilitationen und abgeschlossene Monographien mit Druckkostenzuschüssen publiziert werden. Aufgrund ihres Spezialcharakters können sie oft nicht kommerziell verlegt werden, weil ihre Zielgruppe minimal ist.
Da in der Praxis die Begriffe Zuschussverlag wie auch Druckkostenverlag, Druckkostenzuschussverlag, Herstellkostenverlag und Selbstkostenverlag teilweise unterschiedlich  definiert sind, ist eine eindeutige Zuordnung erschwert. Auch muss die Zuschreibung der Verlage nicht dem tatsächlichen Geschäftsmodell entsprechen, z. B. wenn  Selbstkostenverlage als Druckkostenzuschussverlag (DKZV) bezeichnet werden, obwohl es nicht nur ein Zuschuss ist.
In einem Zeit-Artikel von 1975 berichtet Armin Ayren, wie er mehrere Angebote für generell nur schwer verkäufliche Lyrik-Bände angefordert hatte und anschließend lediglich auf ein einziges verweisen konnte, das den Kriterien eines Druckkostenverlags entsprochen hätte.
Buchverlage im traditionellen Sinne bzw. Publikumsverlage definieren sich gerade dadurch, dass sie das gesamte unternehmerische Risiko übernehmen und demzufolge von ihren Autoren auch keinerlei Druckkostenzuschuss einfordern. Druckkostenverlage insbesondere im Verhältnis zu den Autoren dennoch als Verlag einzuordnen setzt voraus, dass sie mit den Autoren einen Verlagsvertrag (z. B. in Deutschland nach § 1 Verlagsgesetz) schließen und ihnen für die eingeforderten Zuschüsse z. B. einen vergleichsweise höheren Gewinnanteil an verkauften Exemplaren einräumen sowie auf eigenes Risiko die Kosten für Lektorat, Lagerhaltung (sofern fixe Auflagen z. B. im Offsetdruck hergestellt wurden), Vertrieb und Werbung übernehmen. Ohne diese Merkmale wären sie „kein Verlag im eigentlichen Sinn“.